# 斯帕达福拉
斯帕达福拉（義大利語：Spadafora），是意大利西西里大区墨西拿廣域市的一个市镇。总面积10.3平方公里，人口5285人，人口密度513.1人/平方公里（2009年）。ISTAT代码为083096。